# Jardín de cítricos del Palacio Carnolès
El Jardín de Cítricos del Palacio Carnolès (en francés: Jardin d'agrumes du Palais Carnolès) es un jardín botánico de 2 hectáreas de extensión, especializado en cítricos, que se encuentra en Menton, Francia.
"Collection National" por el Conservatorio de colecciones vegetales especializadas gracias a su colección de Cítricos que consta de 137 variedades (1999).
Gracias a su diseño y cultivo de variedades de cítricos está clasificado por el Ministerio de Cultura de Francia como  « Jardin Remarquable» ( jardín notable ).

## Localización
Jardin d'agrumes du Palais Carnolès Menton, Département de Alpes-Maritimes, Provence-Alpes-Côte d'Azur France-Francia.
Planos y vistas satelitales, 43°46′31.8″N 7°28′31.8″E / 43.775500, 7.475500
Está abierto al público todos los días del año.

## Historia

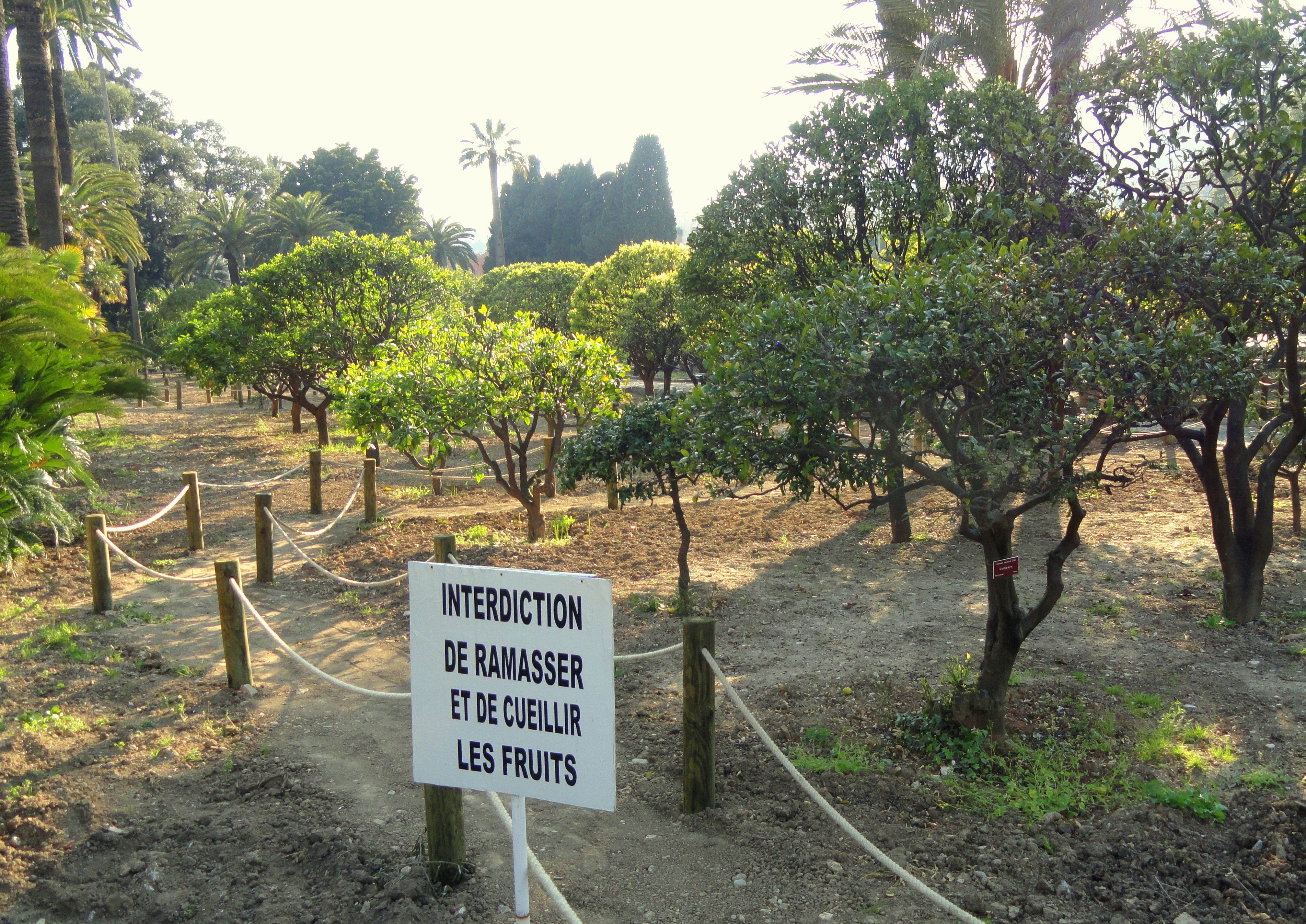
Las plantaciones de cítricos del Jardin du Palais Carnolès.

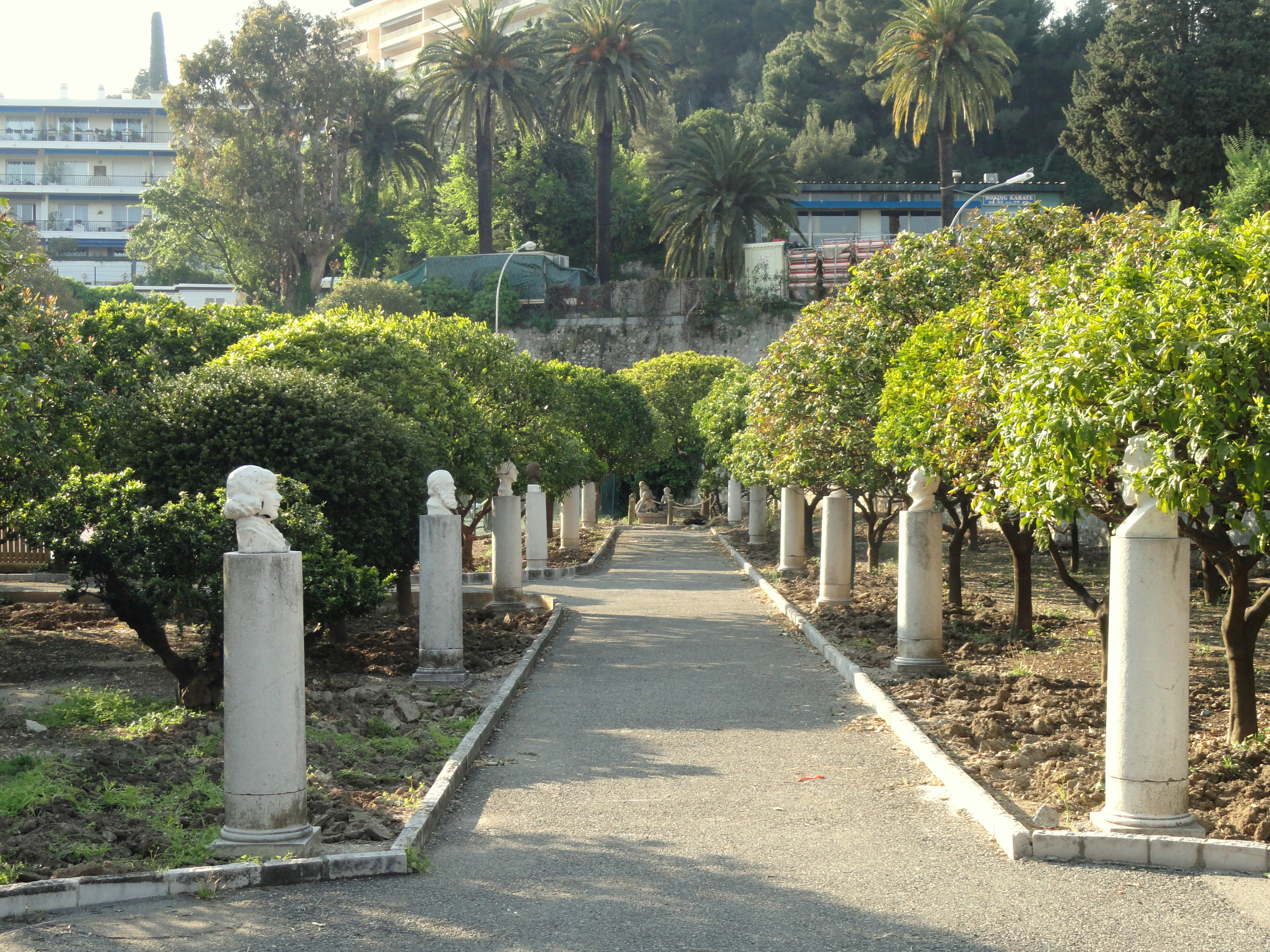
Bustos y las plantaciones de cítricos del Jardin du Palais Carnolès.

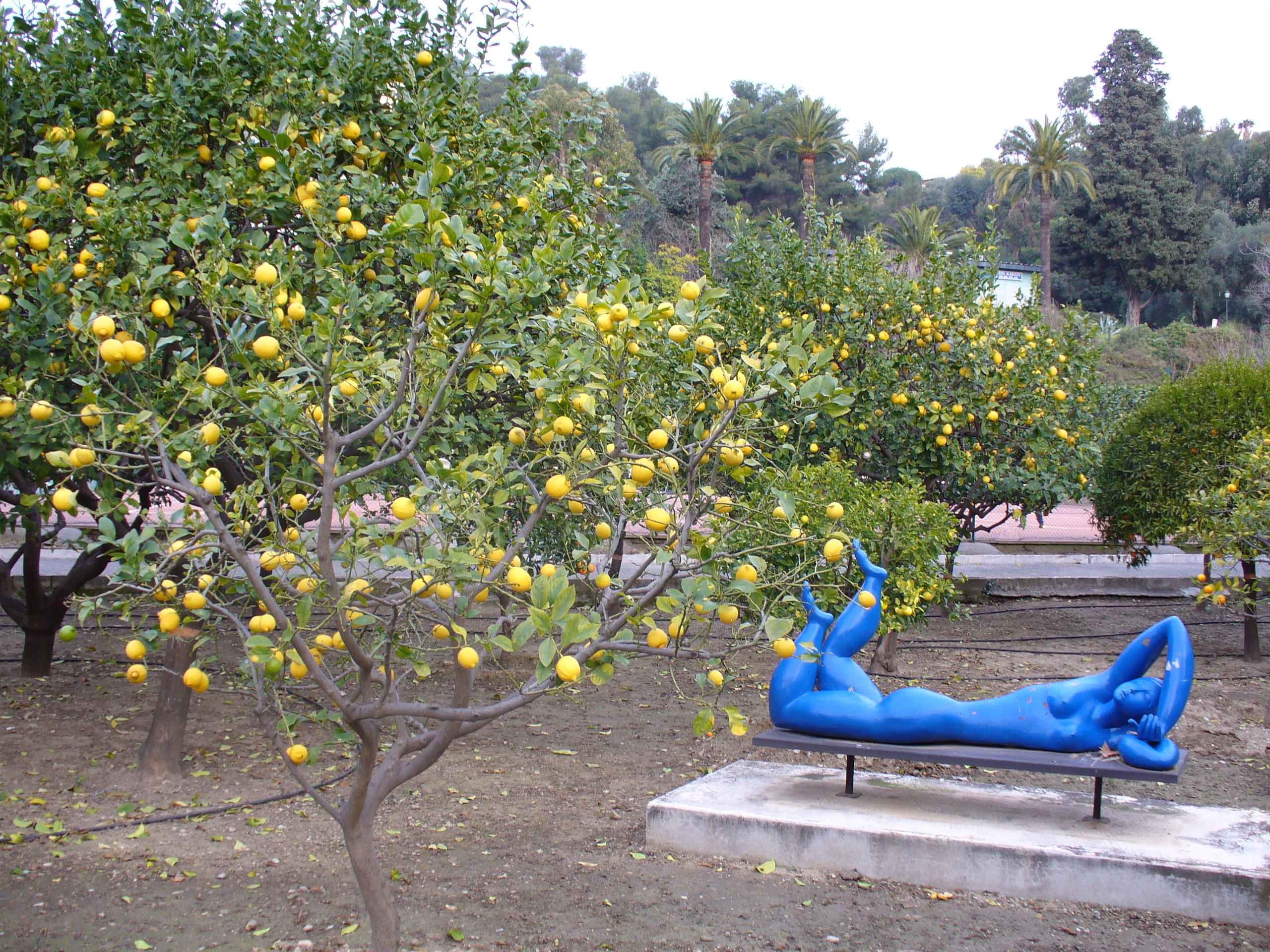
Escultura contemporánea en el Jardin du Palais Carnolès.

El jardín fue creado en el llano de Carnolès próximo al convento de Madone, originalmente rodeaba a la residencia de verano del Príncipe Honoré II de Mónaco
En 1725, el jardín fue construido y plantado con diferentes variedades de cítricos.
En el siglo XVIII, el Príncipe Honoré II Grimaldi de Monaco tiene, en la llanura de Carnolès tierras contiguas al convento de Madone_(Nuestra Señora).
El « jardin du prince» (jardín del príncipe) fue creado en 1725 por el arquitecto Latour ".... este era una vez nada más que un prado con una plantación en estrella de grandes naranjos......"
El Príncipe Anton I° plantó una espaldera de limoneros, una paseo  con árboles jóvenes de naranjos rodeando el jardín, así como una espaldera de naranjas de   Portugal.
La colección actual de cítricos se planta a partir de 1970, gracias al "INRA de Corse" (INRA de Cócega). Tras un acuerdo firmado en 1997 con la « station de recherche agronomique de San Guiliano» (Estación de Investigación Agrícola de San Giuliano), este jardín se convierte en centro de aclimatación y investigación.
Actualmente el jardín alberga 137 variedades de cítricos en cultivo, incluyendo 24 naranjas dulces (Citrus sinensis), 6 naranjos amargos (Citrus aurantium); 6 limoneros (Citrus limon)....
La colección del "Palais Carnolès" es un campo de pruebas de los principios fundamentales de la gestión integrada de lucha contra las plagas de los cítricos.

## Colecciones
La colección existente actualmente fue plantada en 1997.
El jardín botánico alberga unas 137 variedades de árboles cítricos, incluyendo naranjos dulces, naranjos amargos, pomelos, mandarinos y limoneros. 

Desde 1994, se exhiben esculturas de arte contemporáneo en el parque.
Algunas esculturas en el "Jardin du Palais Carnolès".

Esculturas
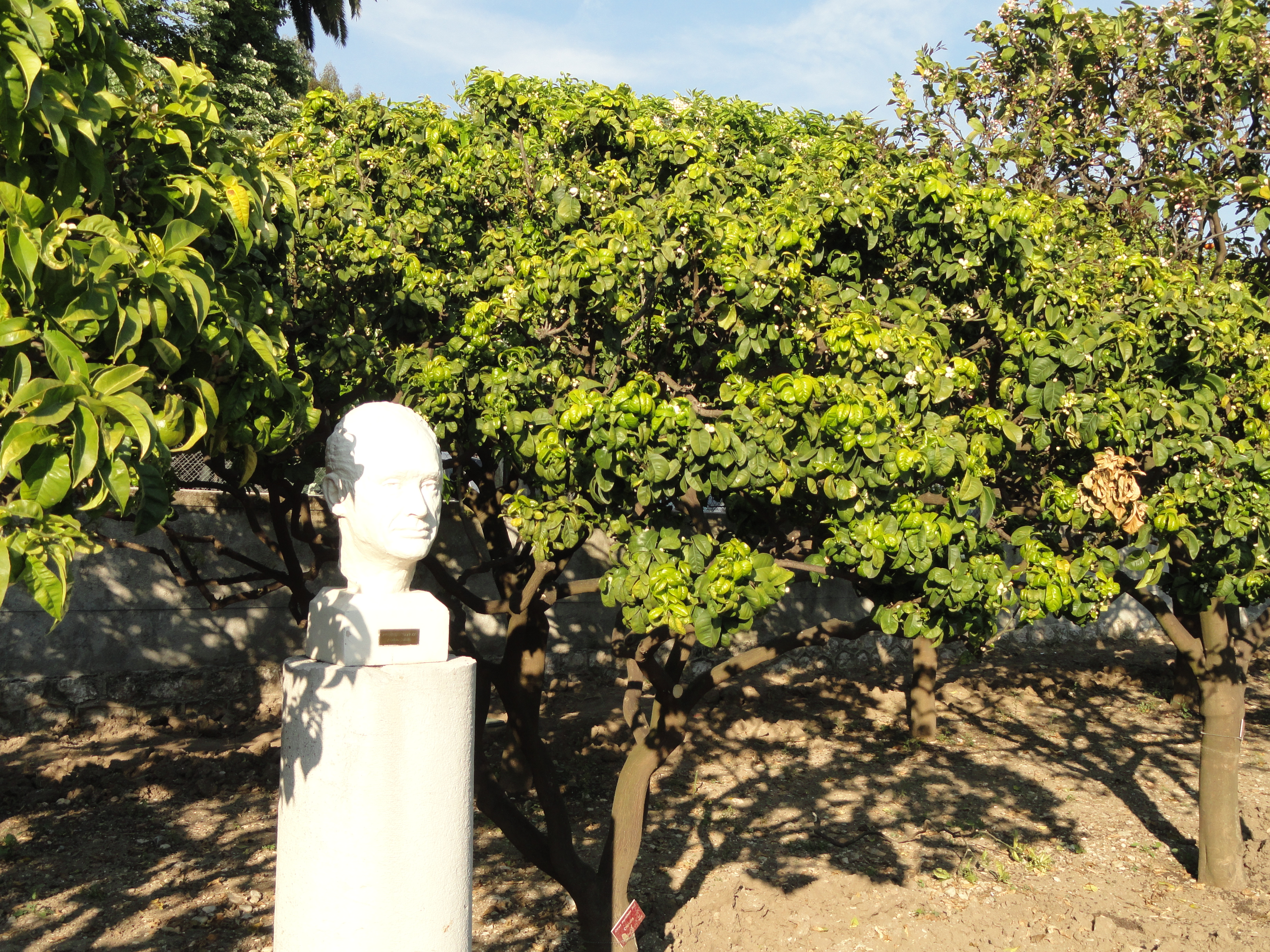
Busto en el Jardin du Palais Carnolès.
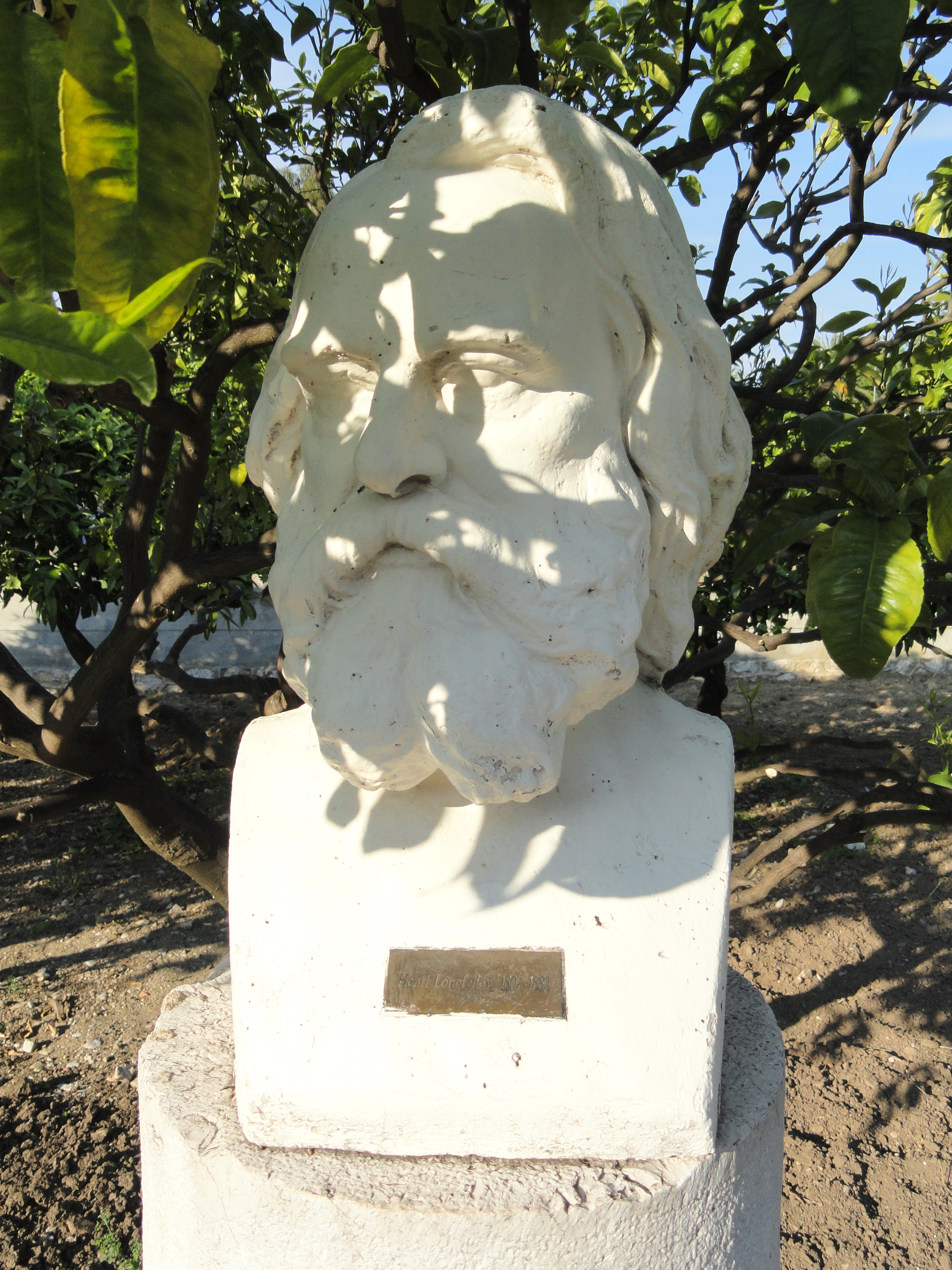
Busto de Henry Wadsworth.
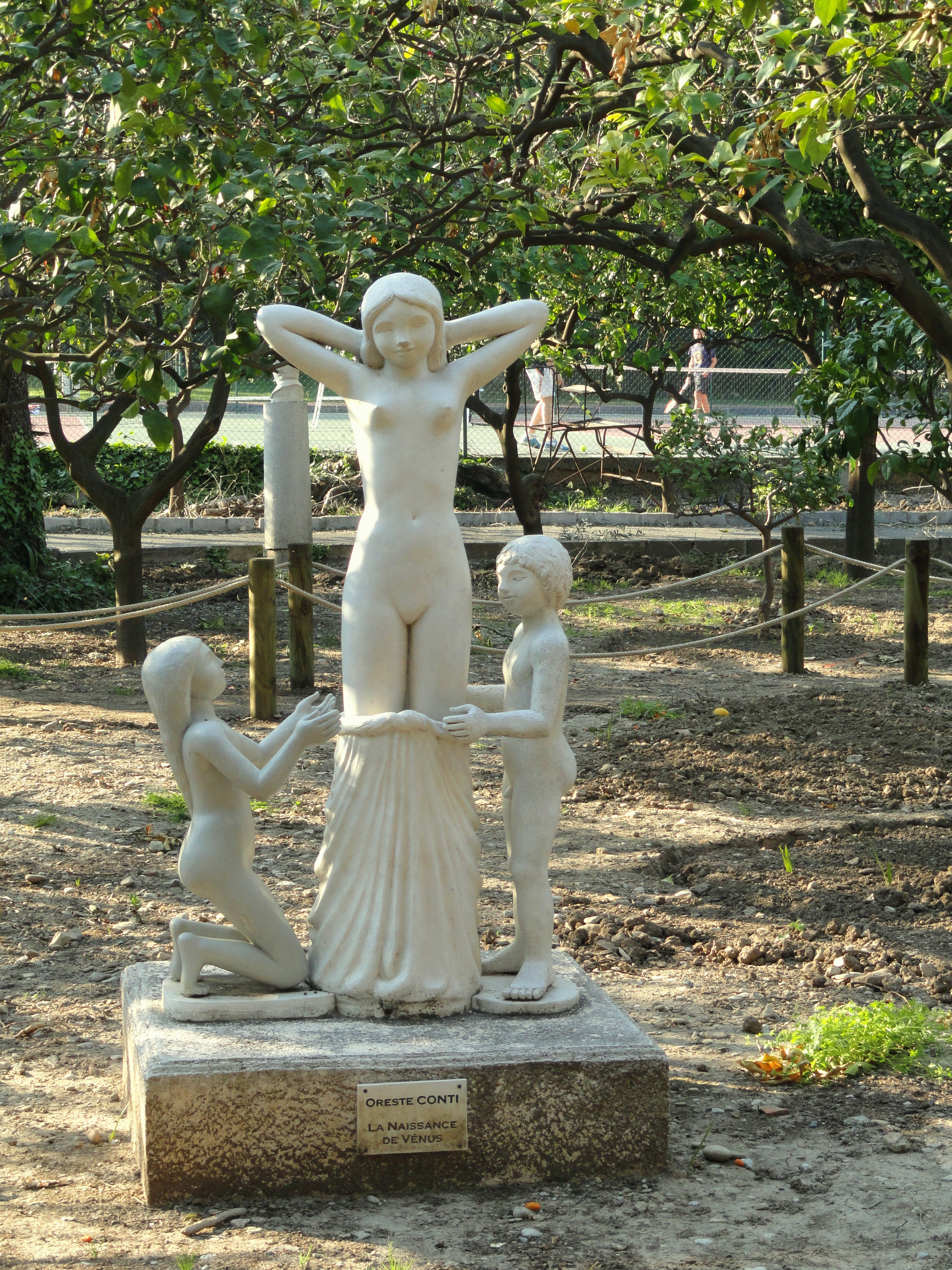
"La nasseance de Venus", Oreste Conti.
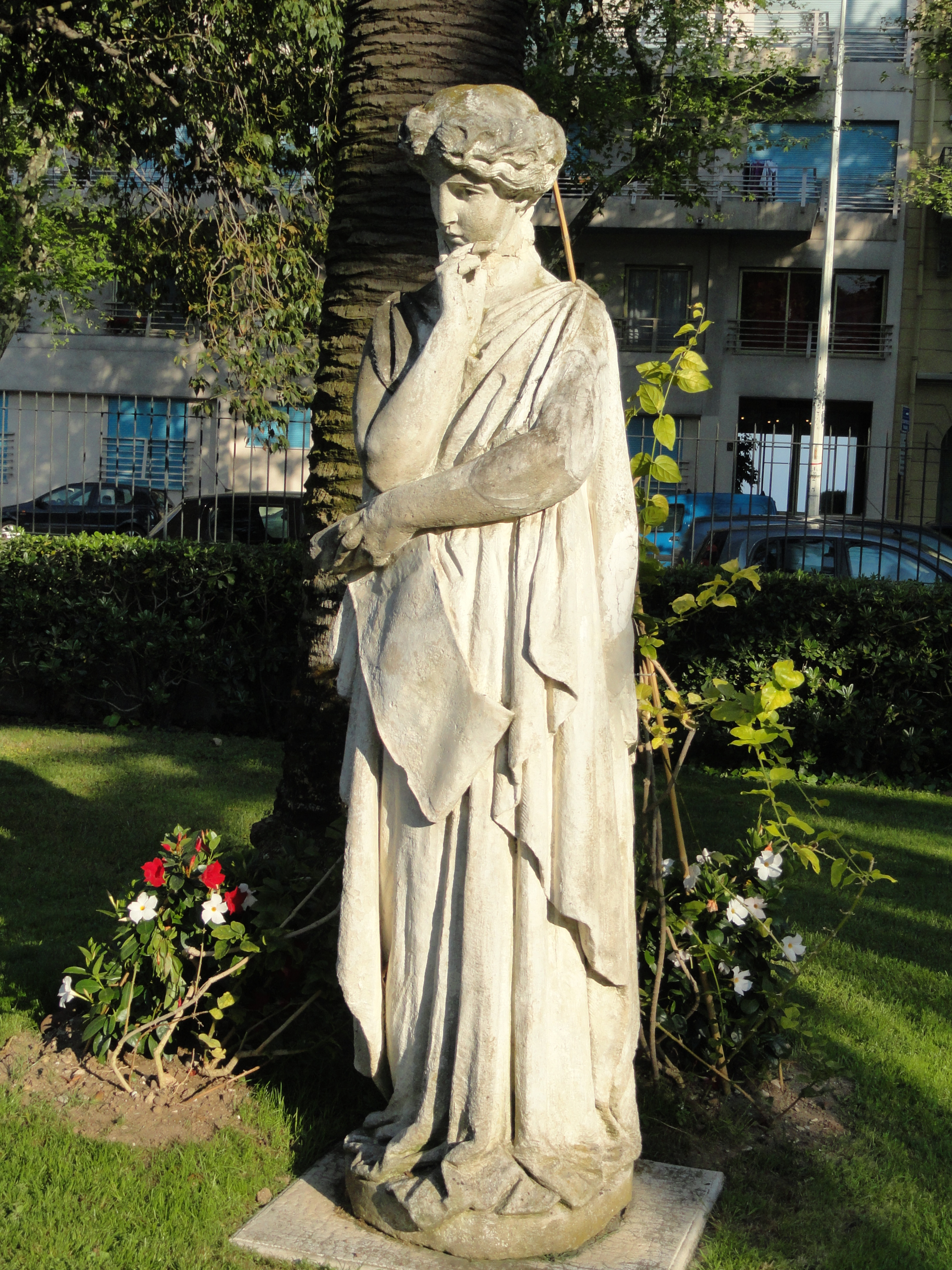
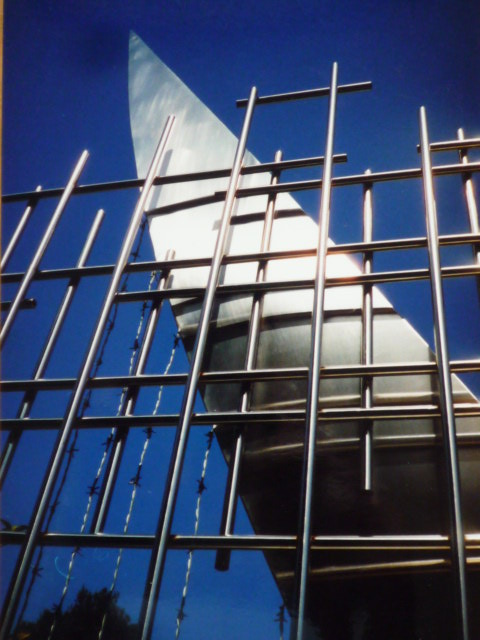
"Aile Entravée", Jean Yves Lechevallier.
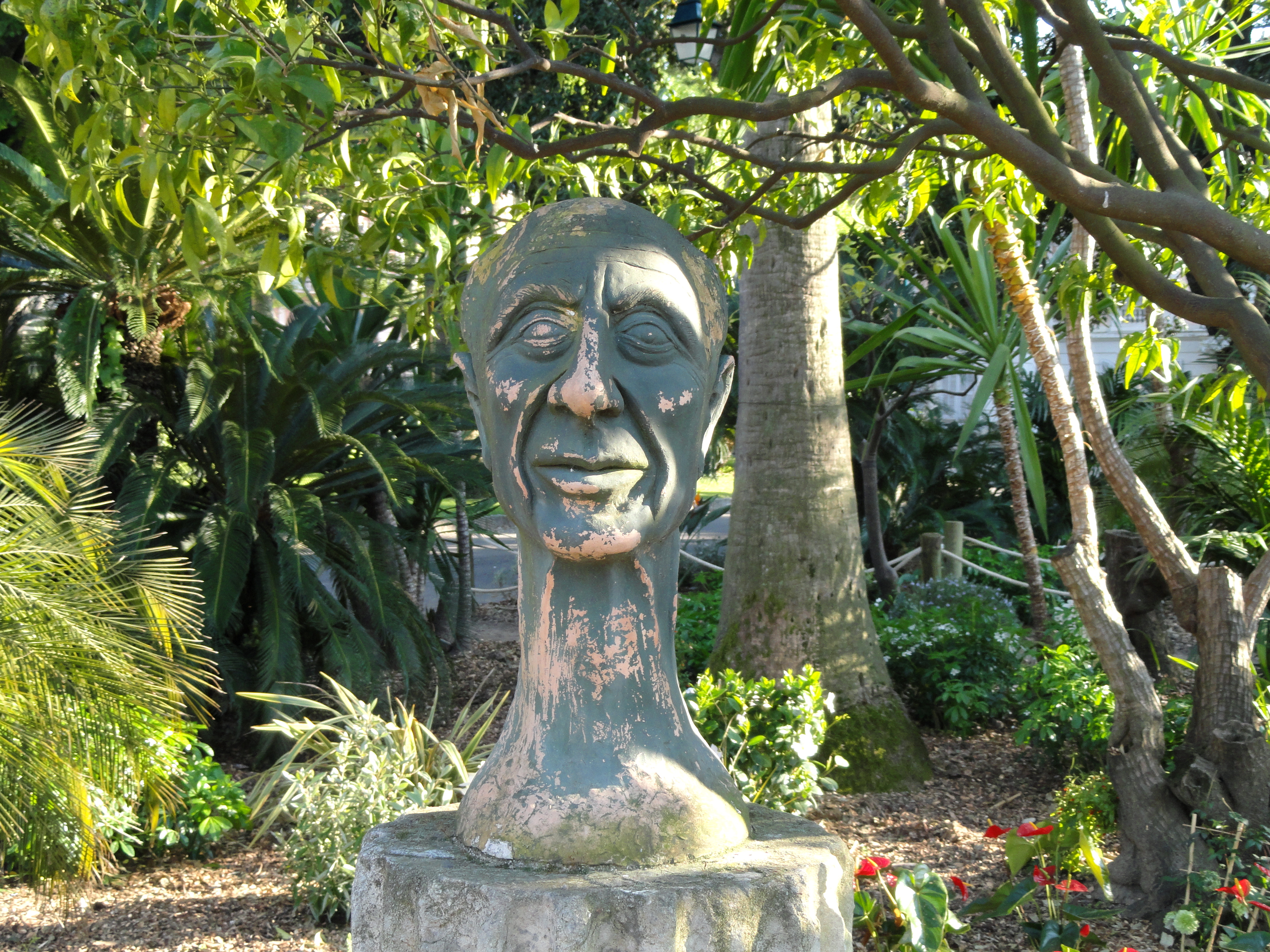
Busto en el Jardin du Palais Carnolès.